# Museum Het Leids Wevershuis
Het Leids Wevershuis is een van de laatste wevershuisjes in de Zuid-Hollandse stad Leiden in originele staat (van ca. 1560) en geconsolideerd als museum. Het huis zelf, het grote antieke weefgetouw (van ca. 1830), waarop nog dagelijks geweven wordt, en het eenvoudige interieur van een arbeiderswoning vormen de kern van de expositie.

## Museum
Het museum richt zich op de geschiedenis van het weven, een oud ambacht, dat onderdeel uitmaakte van de bloeiende textielnijverheid en -handel in Leiden, met name in de 16e en 17e eeuw. Het museum is op loopafstand van museum De Lakenhal waar vroeger het lakengilde gevestigd was. Tijdens openingsuren is het antieke weefgetouw doorgaans in gebruik en kunnen bezoekers uitleg krijgen. De geweven theedoeken, elk met een uniek patroon dat de groep weefsters (allen vrijwilligers) bij toerbeurt ontwerpen als het vorige doek af is, worden te koop aangeboden.

## Geschiedenis van het huis
Het huis heeft een halsgevel. Het is opnieuw in de staat gebracht die het rond 1900 had. De kelder was nog in oorspronkelijke staat, en er zijn ook nog elementen in het interieur die uit de 17e eeuw dateren. 
 
Het huis, dat altijd een arbeidershuis geweest is, is een gemeentelijk monument. In de 60'er jaren van de twintigste eeuw was het huis bijna verdwenen, in het kader van een groot opgezet plan om de Leidse binnenstad te moderniseren. In de 70'er jaren vormden plaatselijke historici een groep met de naam Het Kleine Leidse Woonhuis, die zich vanaf 1976 inspande om een aantal huizen zoals het Wevershuis te redden. Nu is het Wevershuis onderdeel van een kleine groep huizen met eenzelfde geschiedenis, in een wijk die verder vooral bestaat uit nieuwbouw uit de 60'er en 70'er jaren.

## Bewoners van het huis met hun beroep

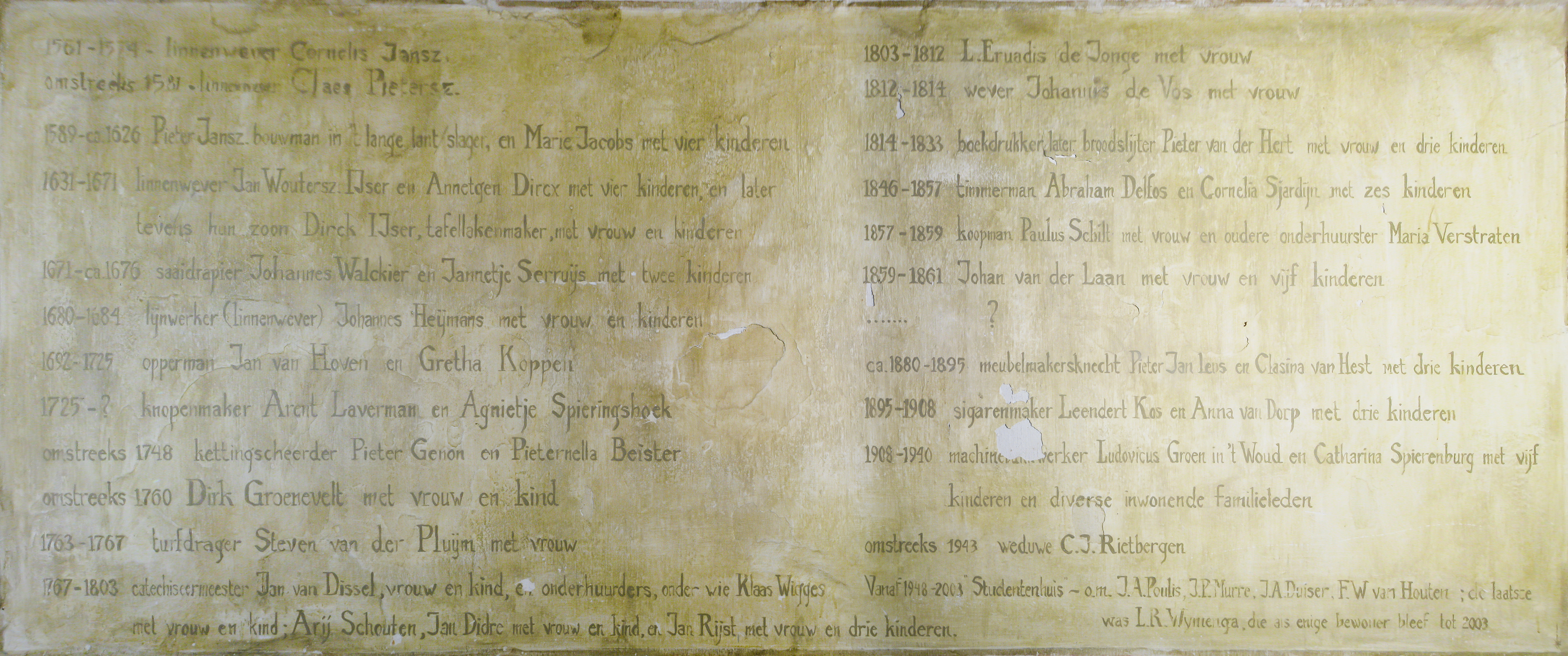
Muurschildering over de bewoningsgeschiedenis van het huis sinds 1561 (216 x 90 cm) Maker: Jan Willem Bruins (maker van de Leidse muurgedichten)

Een muurschildering in het smalle gangetje laat zien welke mensen het huis hebben bewoond, als eigenaar of huurder, en hun beroep. De laatste wever woonde in het huis tot 1814. Daarna varieerden de beroepen sterk, en ten slotte trokken studenten in het huis. De laatste vertrok in 2003.

## Fotogalerij

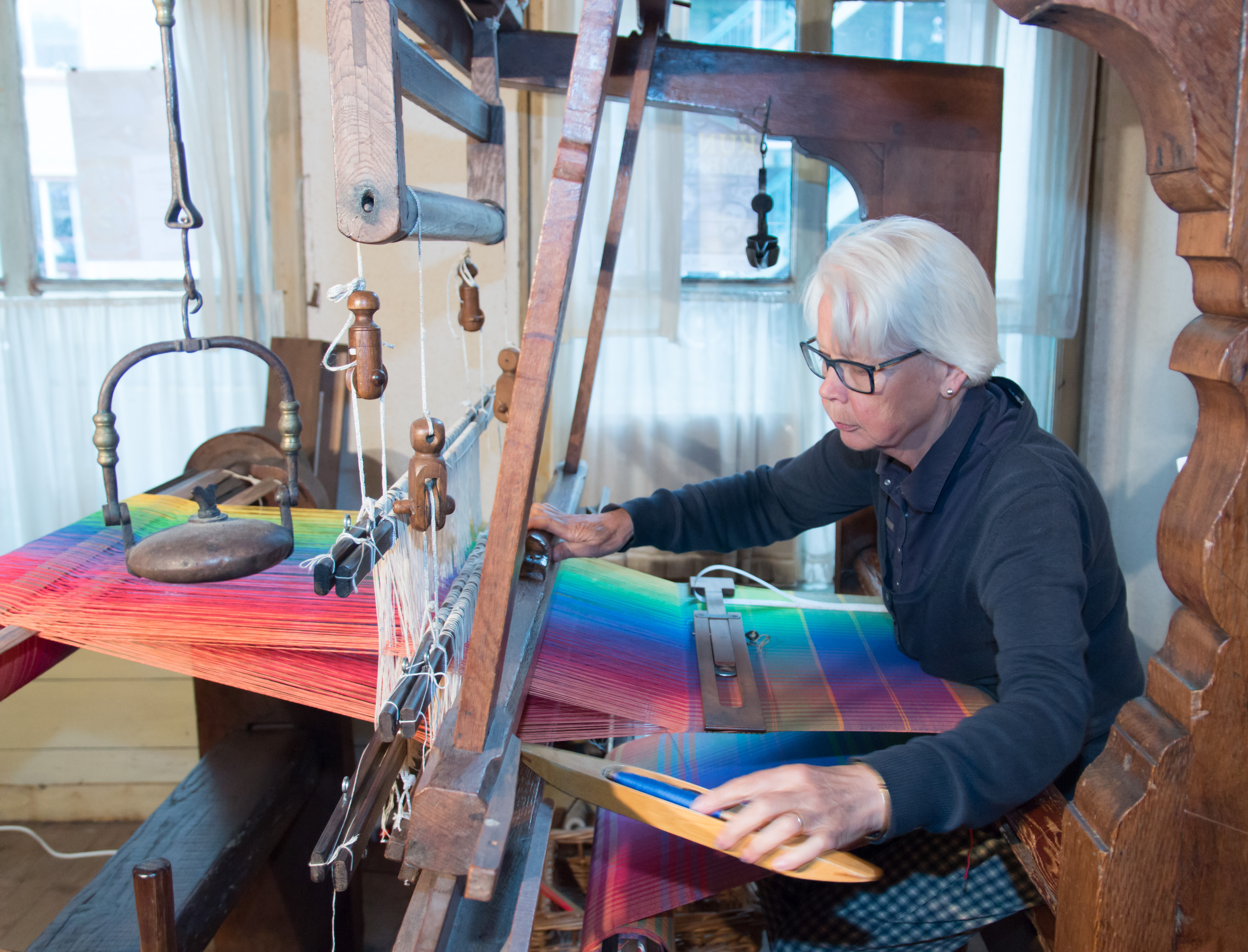
mw Fennema demonstreert het weefgetouw. In haar linkerhand de smietspoel (van het werkwoord smijten), ook wel weefschuit genoemd. Niet te verwarren met de schietspoel, een spoel aan een trekkoord, een latere ontwikkeling.
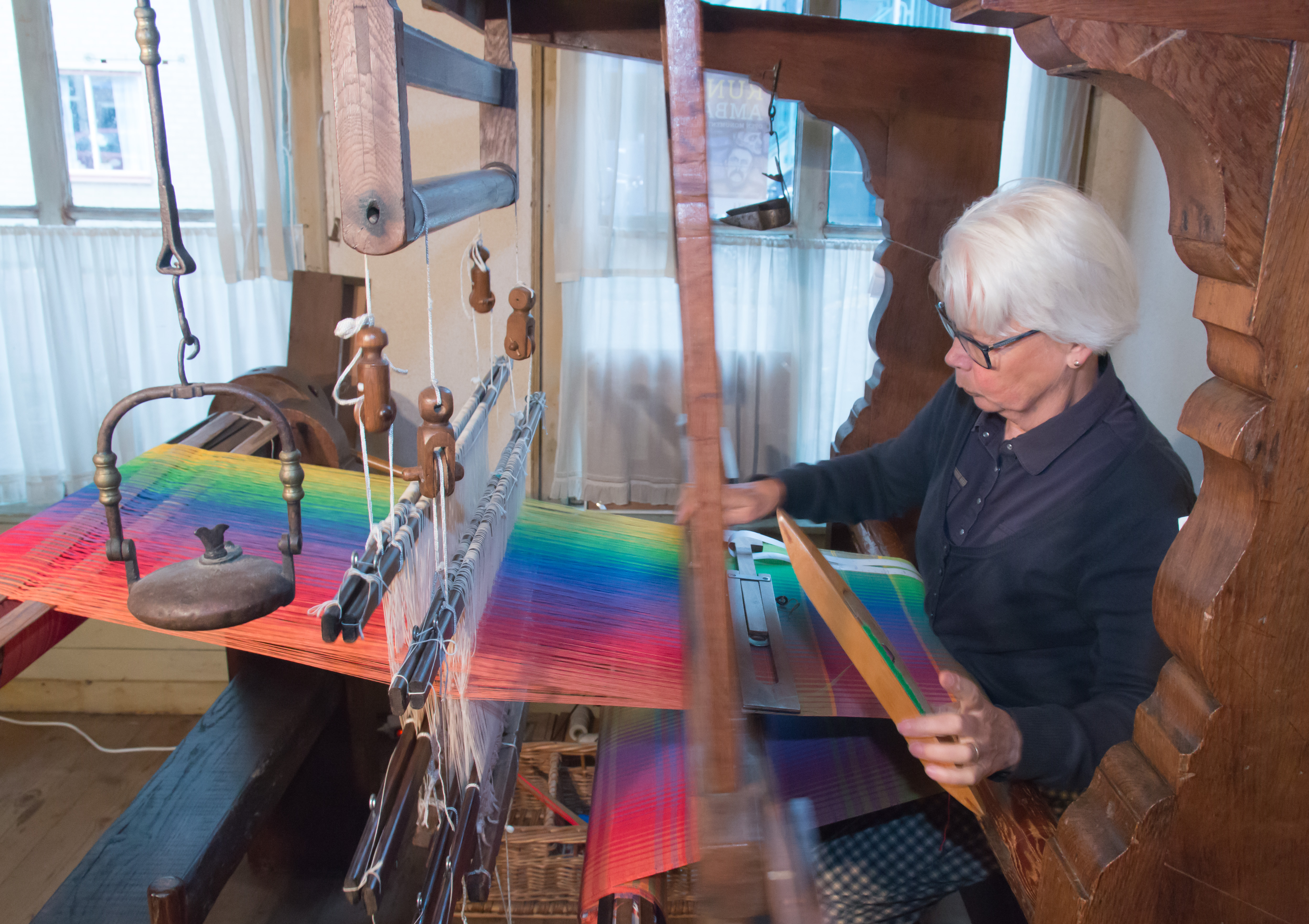
Hier wordt de nieuwe draad 'aangeslagen' (tegen de vorige draden aangedrukt).
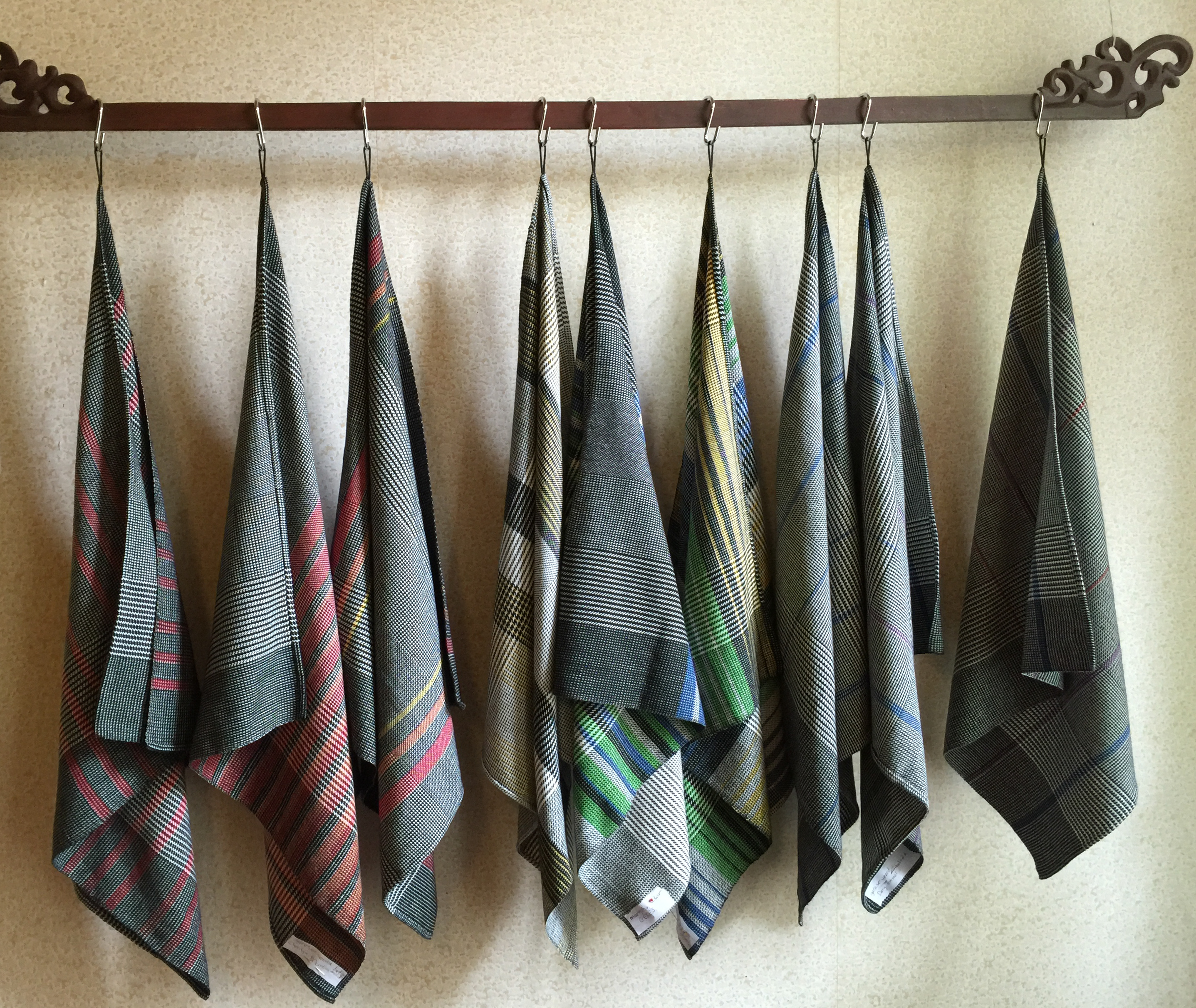
Theedoeken, geweven op het grote weefgetouw, elk met een uniek ontwerp
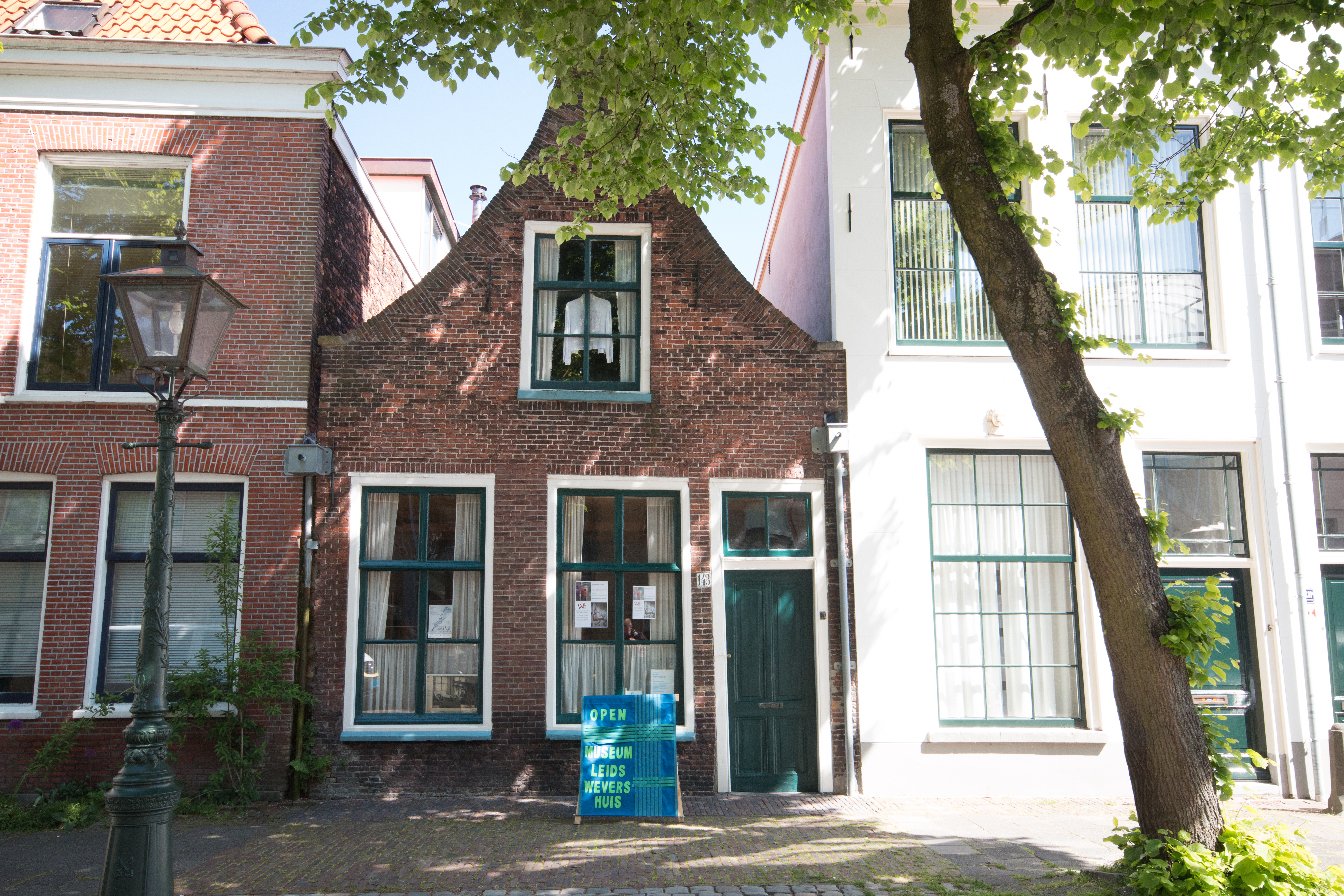
Vooraanzicht
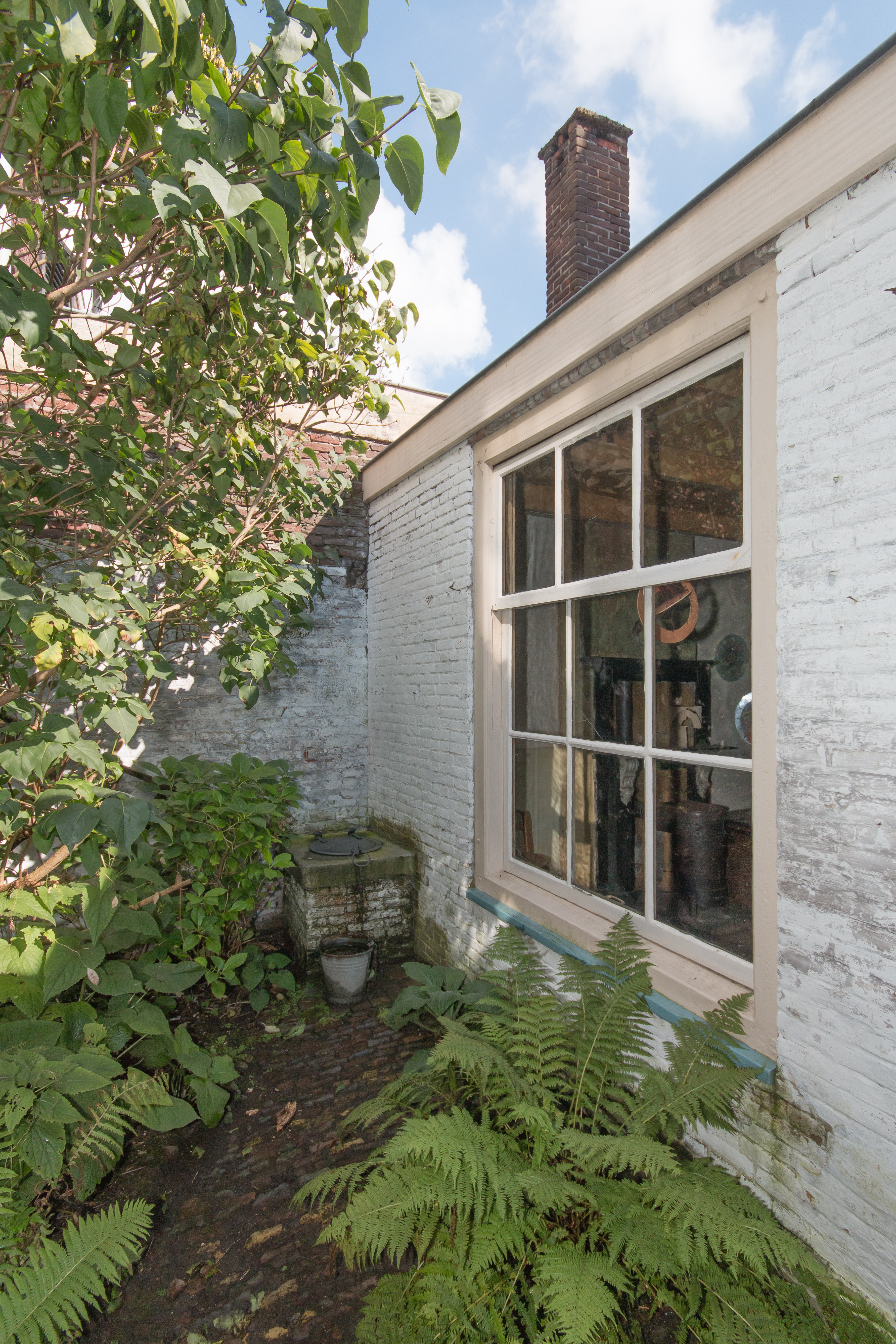
Achterhuis en waterput
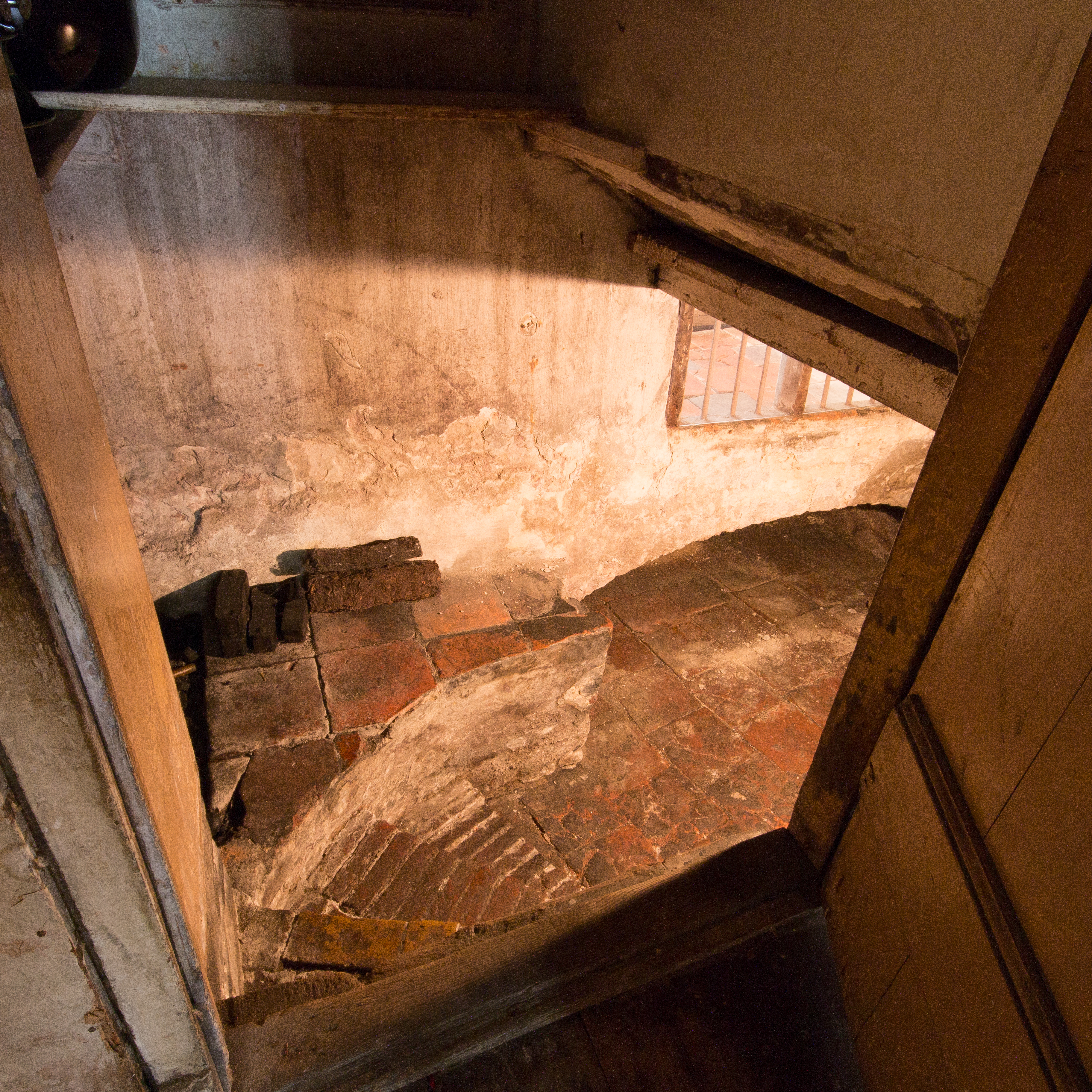
Voorraadruimte tussen voor- en achterkamer (deels onder de bedstede).
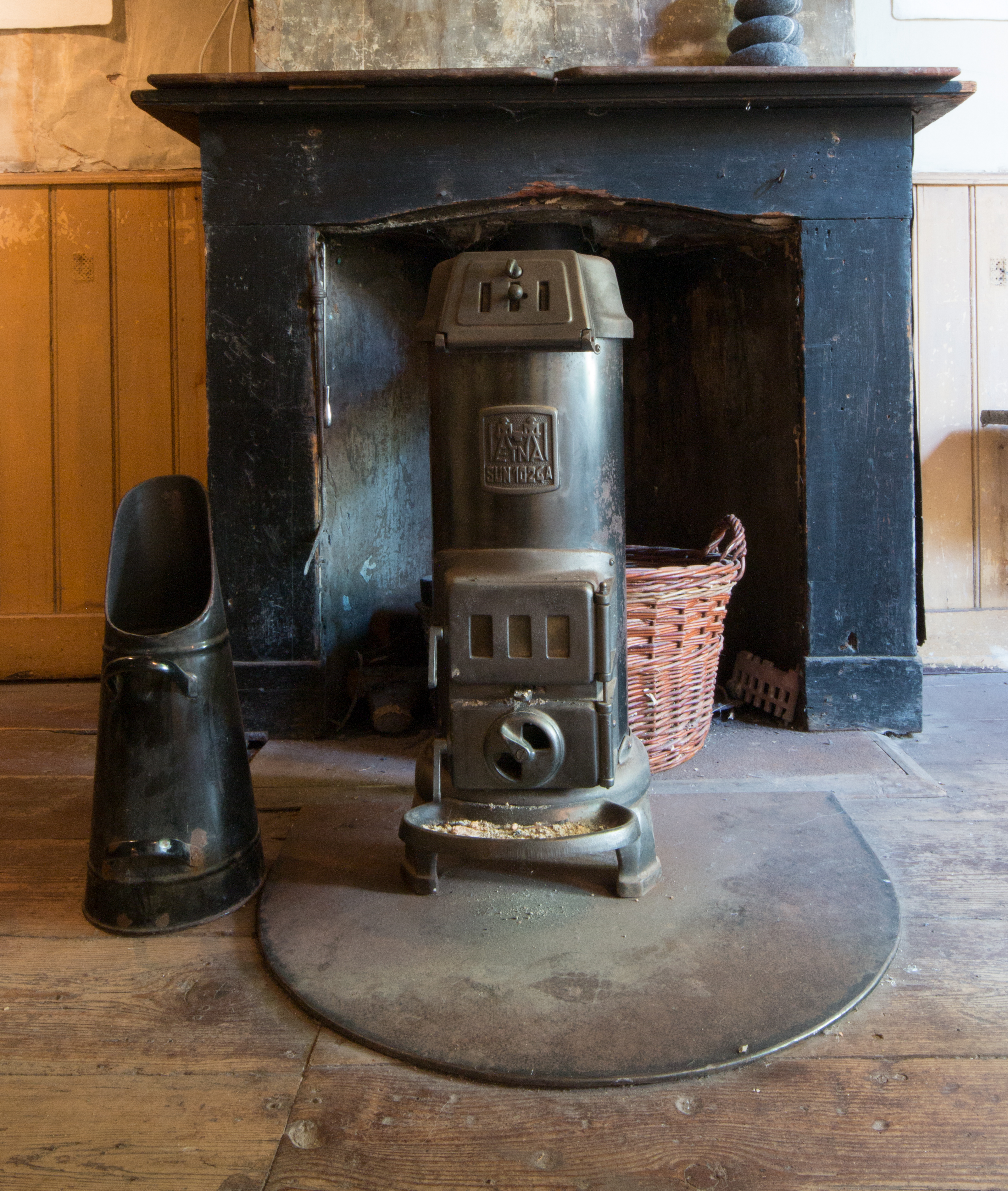
Kachel in het achtervertrek
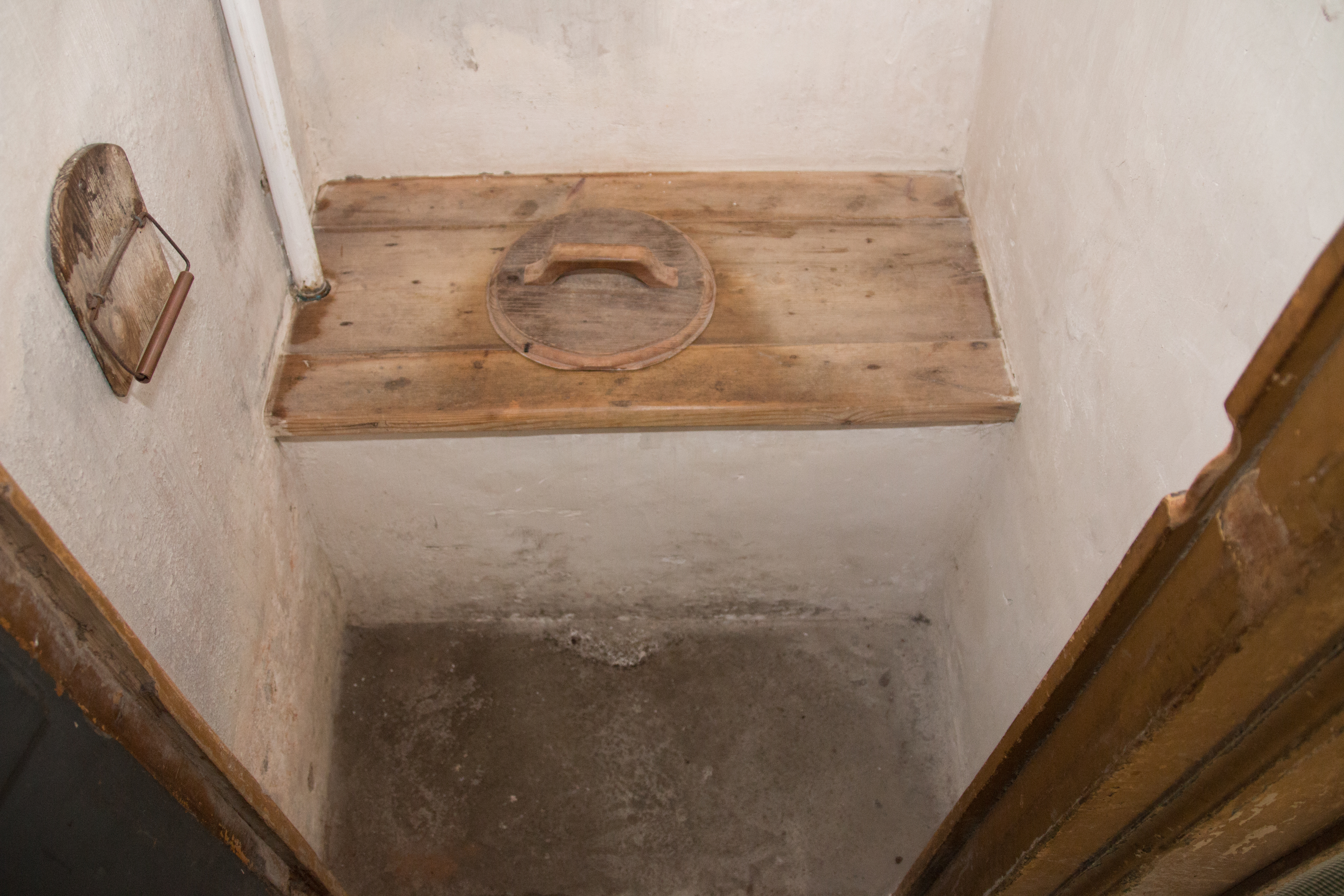
Het toilet was lange tijd alleen een ton (is nu gemoderniseerd)
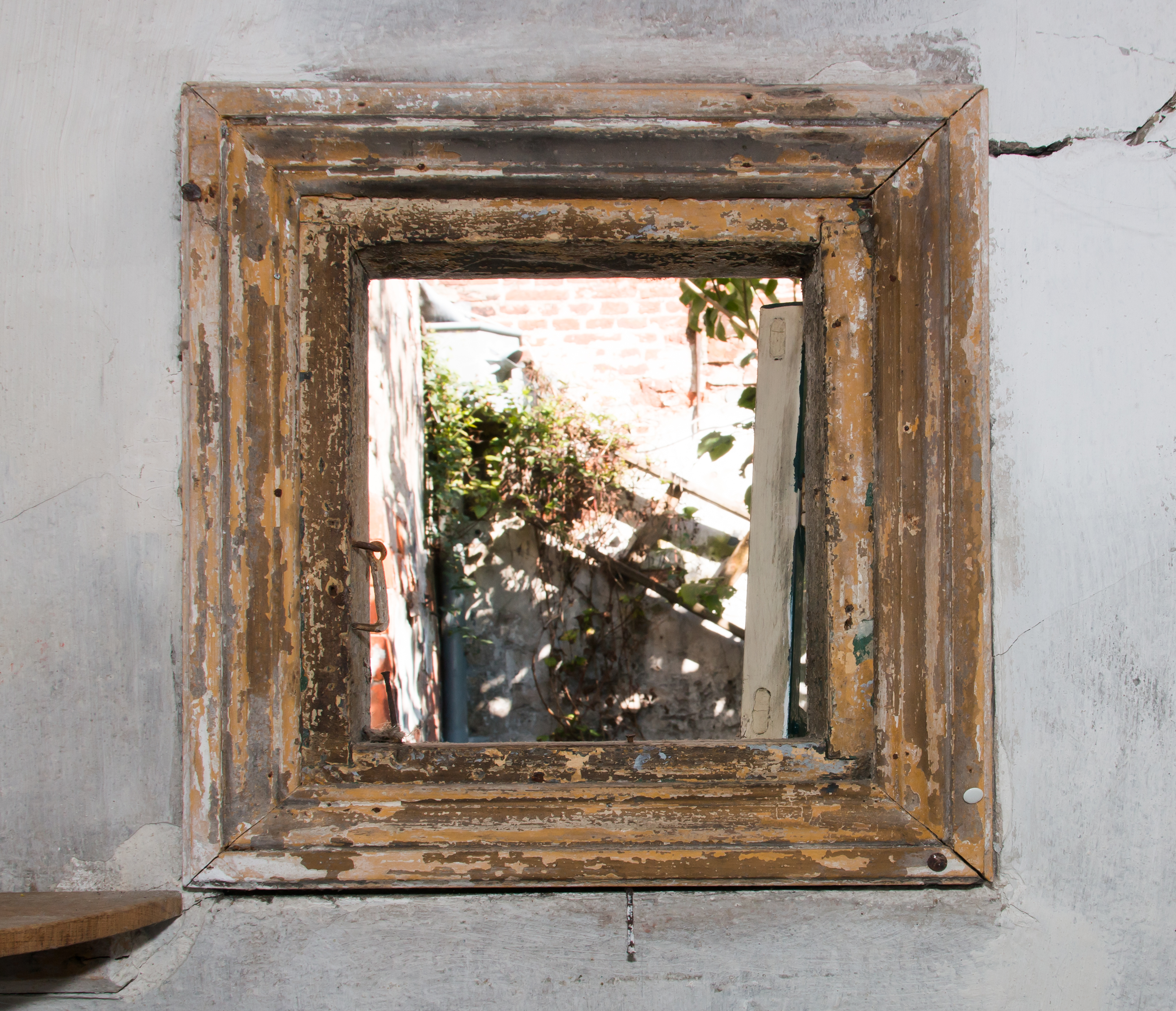
Veel in het huis is in staat van laatste bewoning
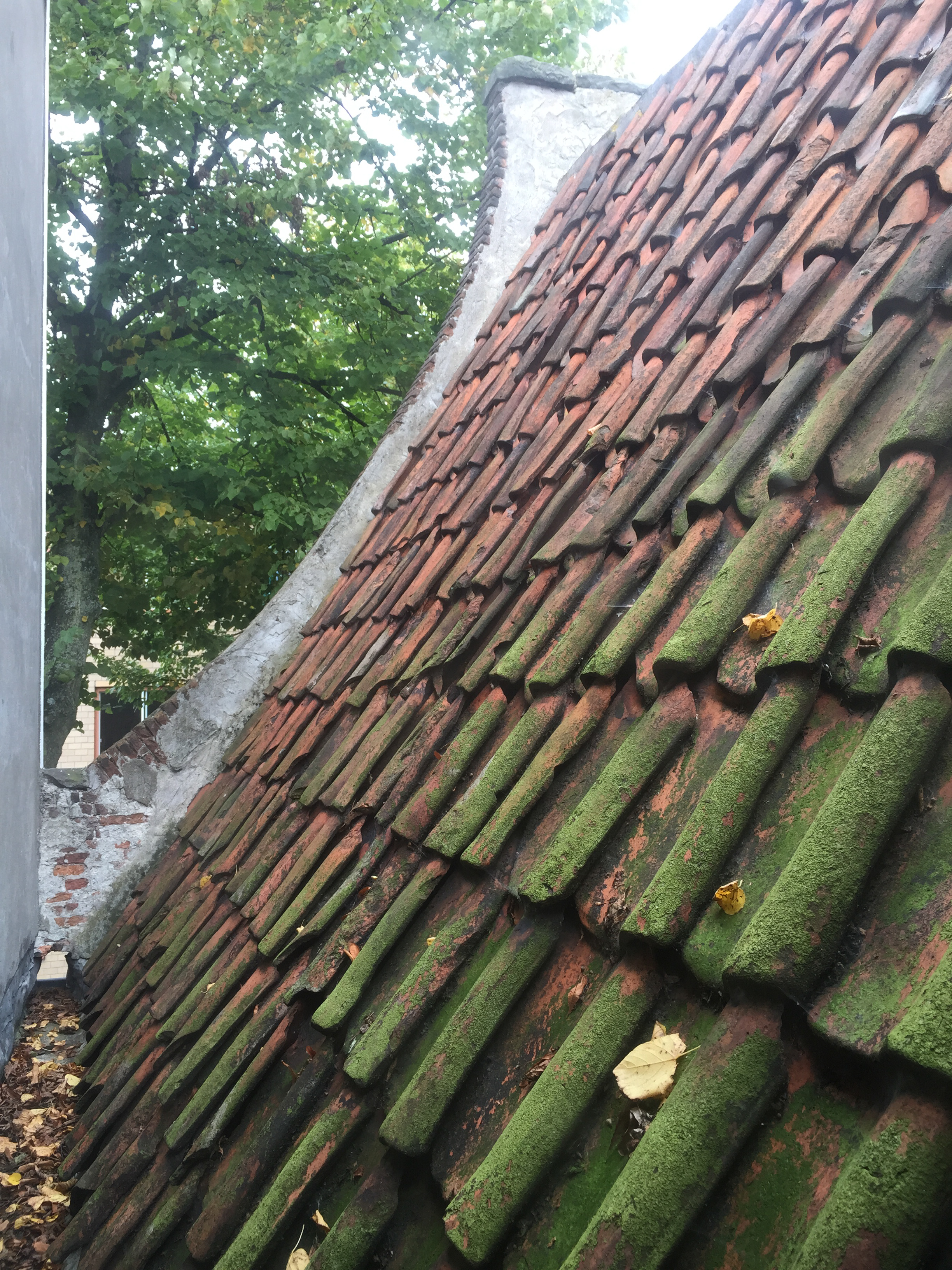
Dak en halsgevel
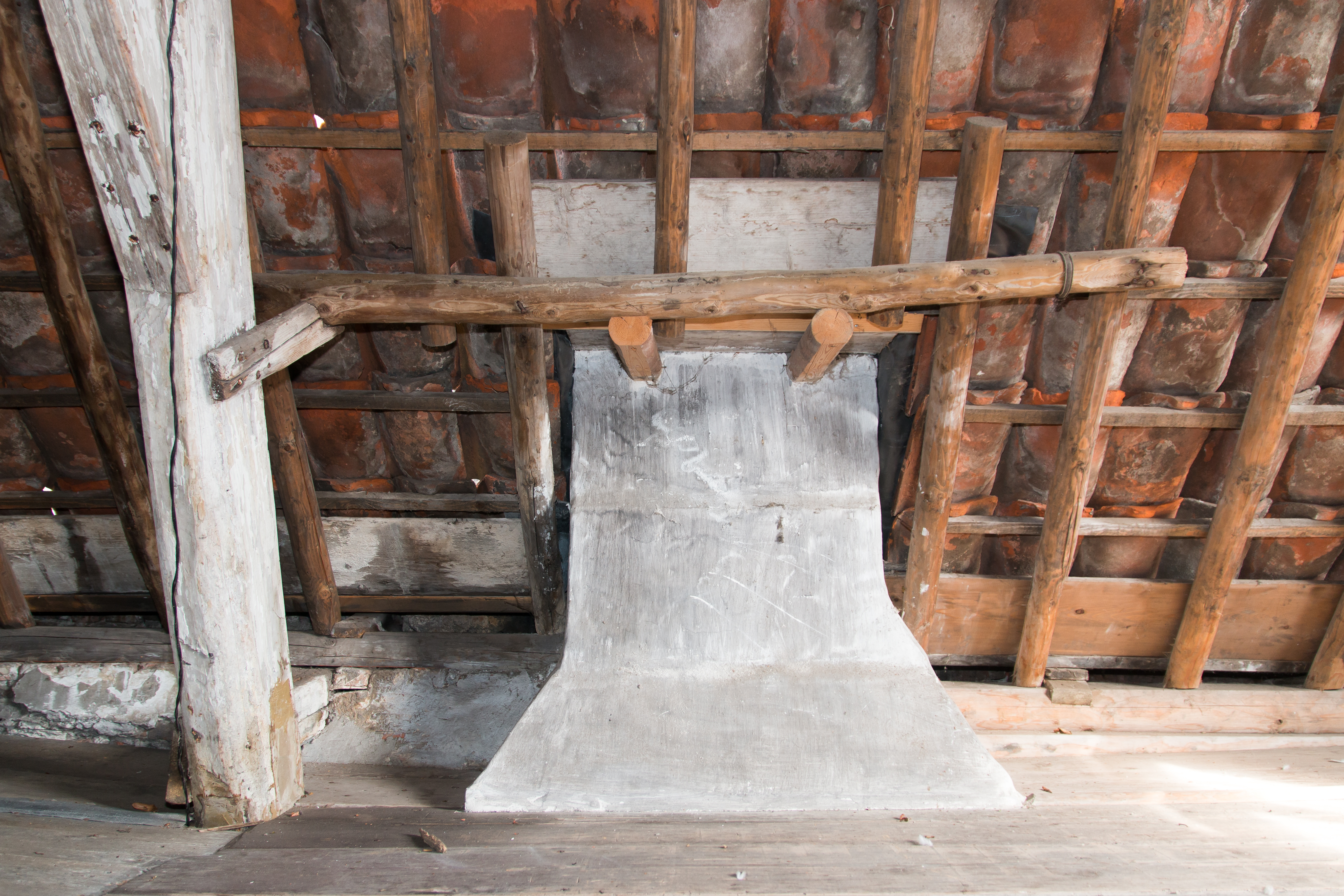
Onbeschoten dak met schoorsteen
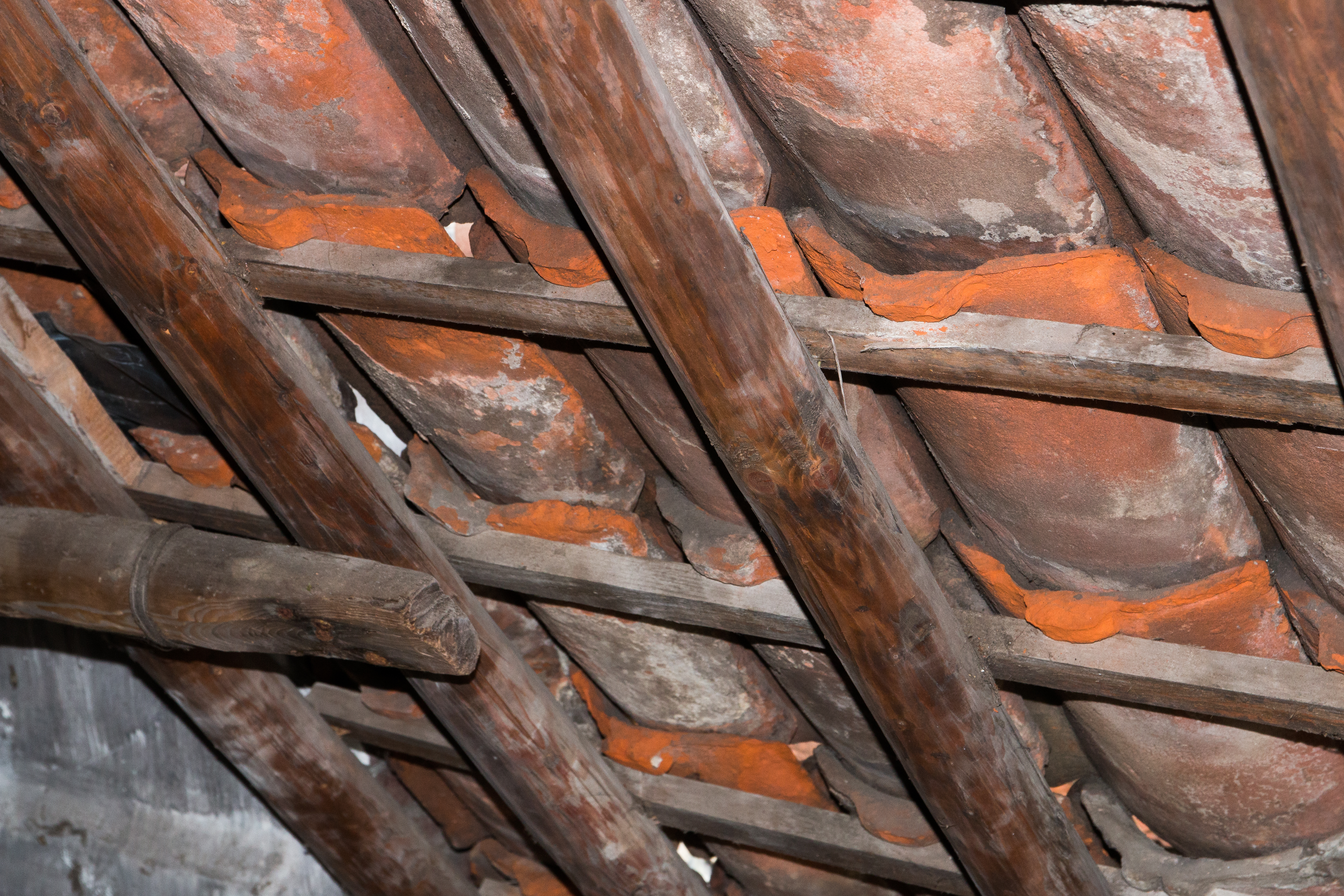
Dakpannen
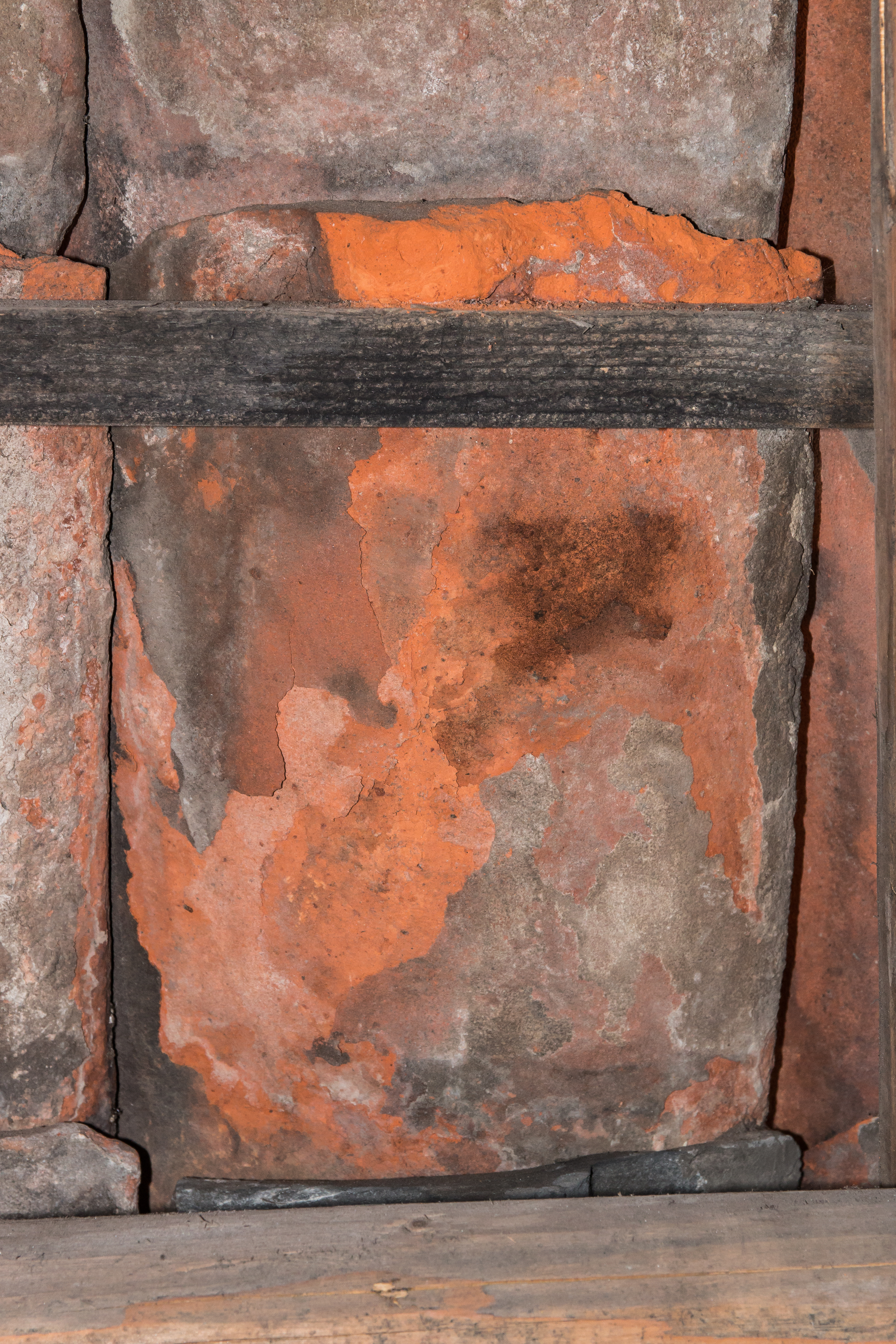
Dakpan
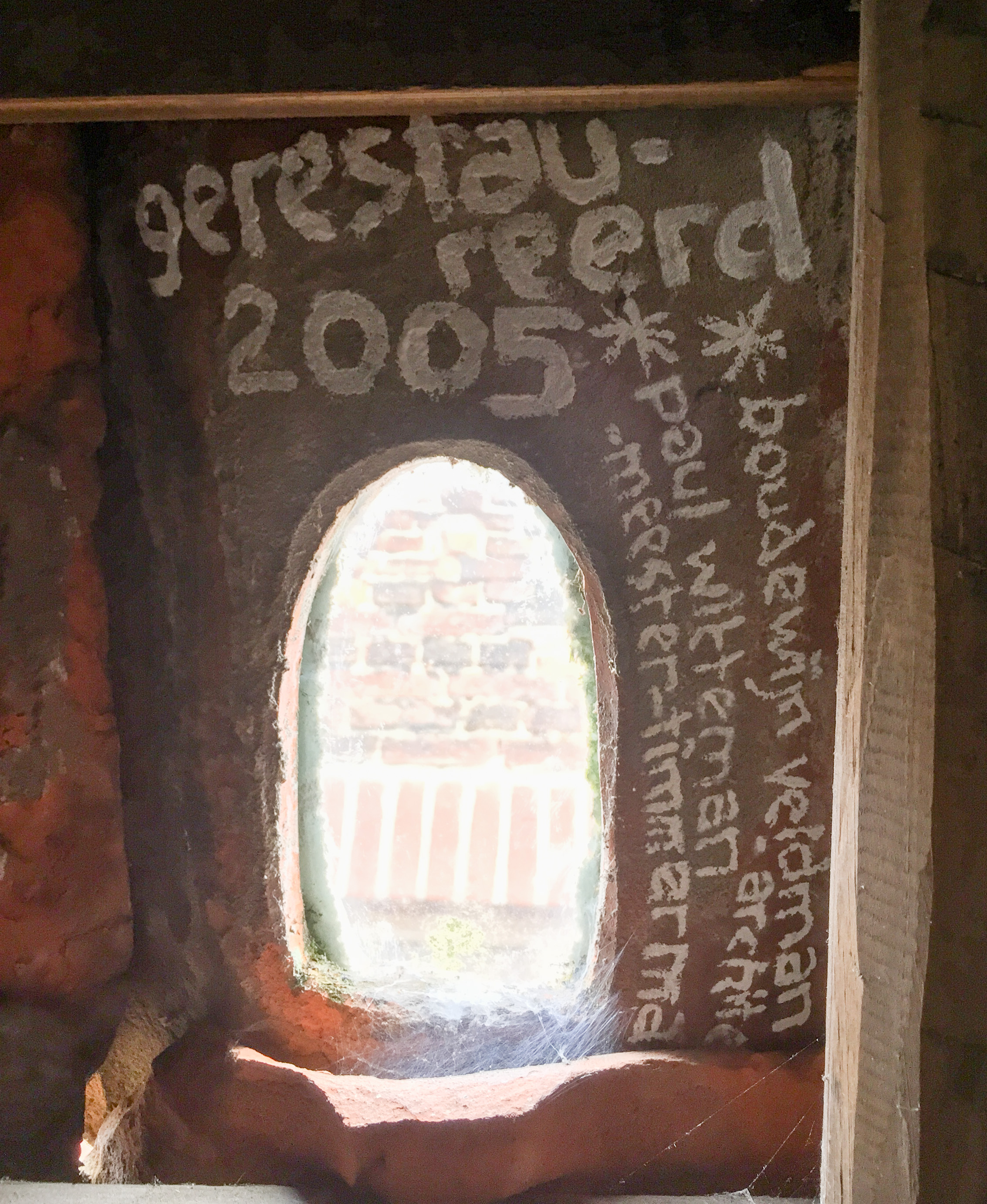
Het dak is in 2005 gerestaureerd door Boudewijn Veldman (architect) en Paul Witteman (meester-timmerman)
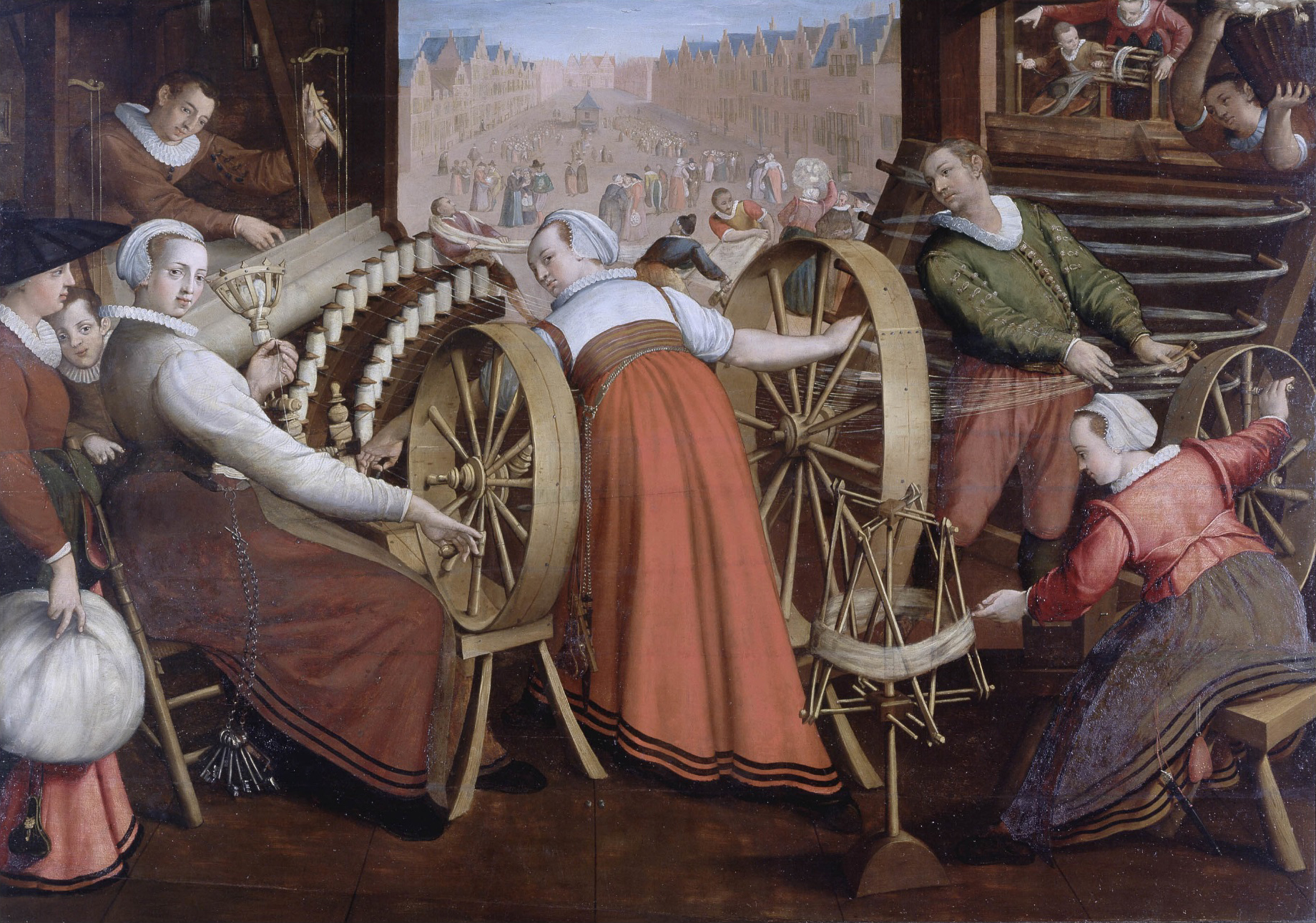
Het spinnen van de wol, een groot schilderij (159x216cm) over de wolindustrie in Leiden, waar ook twee arbeidershuisjes op te zien zijn, 1594-96, door Isaac Claesz. van Swanenburg (collectie Museum De Lakenhal)